# Charles Rose
Pour les articles homonymes, voir Rose.
Charles Rose (Saint-Louis, Missouri, 5 mai 1873 - Saint-Louis, 3 août 1957) est un ancien tireur à la corde américain. Il a participé aux Jeux olympiques de 1904 et remporta la médaille d'argent avec l'équipe américaine St. Louis Southwest Turnverein №1.